# Emil Anderegg
Emil Anderegg, né le 9 novembre 1903 à Zurich (originaire de Wattwil et Saint-Gall) et mort le 12 septembre 1967 à Saint-Gall, est une personnalité politique suisse, membre du Parti radical-démocratique.
Il est député du canton de Saint-Gall au Conseil national de fin 1943 à fin 1951 et président de la ville de Saint-Gall de 1948 à 1967.

## Biographie

### Origines et famille
Emil Anderegg naît le 9 novembre 1903 à Zurich. Il est originaire de Wattwil, dans le canton de Saint-Gall, et de Saint-Gall.
Son père, Julius Emil Anderegg, est peintre en bâtiment.
Emil Anderegg épouse en 1932 l'artiste-peintre Nora Anderegg, née Nora Ratnowski.

### Formation et études
Après un apprentissage de peintre décorateur, il fait des études artistiques à Zurich, Munich, Florence et Paris, puis des études d'économie politique à l'Université de Zurich de 1928 à 1932, conclues par un doctorat sous la direction de Manuel Saitzew.

### Parcours professionnel et politique
Il est secrétaire des unions cantonales des arts et métiers de Saint-Gall et d'Appenzell de 1932 à 1948.
Membre du Parti radical-démocratique, il est député au Conseil cantonal de Saint-Gall de 1936 à 1951 et conseiller national de fin 1943 à fin 1945.
Il préside par ailleurs, de 1948 à 1967, l'exécutif de la ville de Saint-Gall, dont il marque la politique financière et économique à une époque où elle renoue avec la haute conjoncture après une longue dépression.

### Autres mandats
Il est membre de la Chambre suisse des arts et métiers et de la direction de la Croix-Rouge.

### Arts et sciences
Anthroposophe convaincu, il participe activement à la vie artistique et scientifique.

### Mort
Il meurt le 12 septembre 1967 à Saint-Gall, à l'âge de 63 ans.